# Philipp Petzschner
Philipp Petzschner (født 24. marts 1984 i Bayreuth, Vesttyskland) er en tysk tennisspiller, der blev professionel i 2001. Han har, pr. maj 2009, vundet en enkelt ATP-turnering. Sejren kom ved en turnering i Wien i 2008, hvor han i finalen besejrede franskmanden Gaël Monfils.
Petzschner er 185 cm høj og vejer 70 kg.